# Fabbrica Herion
L'ex fabbrica Herion è un edificio industriale di Venezia, situato nel sestiere di Dorsoduro, sulla Giudecca.

## Storia
I fratelli Herion, provenienti dalla Germania, fondano nel 1877 una fabbrica di maglieria con sede dapprima a Venezia, poi dal 1887 nell'isola della Giudecca nell'ex chiesa dei Santi Cosma e Damiano (XV secolo), dove vengono costruiti solai, impianti per il vapore, per l'aspirazione, vasche di cemento. Nel 1906 la ditta è la fornitrice ufficiale di maglieria per la spedizione di Umberto Nobile al Polo nord.
La fabbrica è stata riconvertita in un incubatore di imprese. Edificio di circa 2850 m2 a disposizione di aziende giovani dotato di infrastrutture tecnologiche dedicate che convivono negli stessi spazi degli antichi affreschi, accuratamente restaurati.